# Uchida Ryōhei (Nationalist)

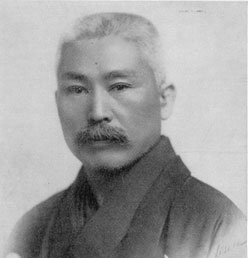
Uchida Ryōhei

Uchida Ryōhei (japanisch 内田 良平; * 11. Februar 1874 in Fukuoka, Präfektur Fukuoka; † 26. Juli 1937) war ein japanischer Ultranationalist und Pan-Asianist. Von 1901 bis zu seinem Tod 1937 war er der Kopf der von ihm selbst gegründeten ultranationalistischen Vereinigung Kokuryūkai.

## Kindheit und Jugend
Uchida Ryōhei kam als dritter Sohn des Jōdōka Uchida Ryōgorō in Fukuoka zur Welt. Auch Ryōhei interessierte sich von Kindesbeinen an für traditionelle Kampfkünste wie Kyūdō, Kendō, Jūdō und Sumō. In seiner Jugend wurde er Ryōsuke gerufen, er änderte seinen Namen aber 1902 in Ryōhei.

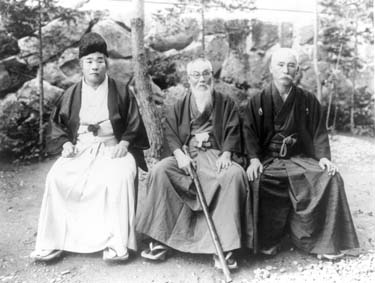
Deguchi Onisaburō, Tōyama Mitsuru und Uchida Ryōhei

Den ersten prägenden Eindruck von der Welt soll er als Zweijähriger erhalten haben, als er vom Rücken seiner älteren Schwester aus einen flüchtigen Blick auf Imamura Momohachirō, den Anführer der Akizuki-Rebellion, werfen konnte, während dieser gerade in einer Jinrikisha zum Richtplatz gefahren wurde. Als Neffe von Hiraoka Kōtarō, dem ersten Vorsitzenden der Gen’yōsha, trat er dieser Vereinigung bereits als Jugendlicher bei und wurde ein Schüler von Tōyama Mitsuru.
Uchida studierte ab 1893 an der Tōyōgo-Universität die Russische Sprache und interessierte sich für die Chinesischen Klassiker. Als im Jahre 1894 in Korea der Donghak-Aufstand ausbrach, begab sich Uchida Ryōhei zusammen mit anderen Mitgliedern der Gen’yōsha nach Korea, um die Aufständischen zu unterstützen, mit denen sie als Traditionalisten viele Gemeinsamkeiten besaßen.
1897 unternahm er eine Reise nach Sibirien, nachdem er wegen der Intervention von Shimonoseki bereits eine radikal antirussische Haltung eingenommen hatte. Nach weiteren Reisen in den Fernen Osten Russlands kam Uchida zu dem Schluss, dass Japan diese korrupte Nation nicht zu fürchten habe und trat fortan für einen Krieg Japans mit Russland ein.

## Uchida Ryōhei und die Kokuryūkai

### Gründung der Kokuryūkai und Russisch-Japanischer Krieg
Nach seiner Rückkehr 1901 gründete Uchida die Kokuryūkai, eine ultranationalistische Vereinigung, die eine expansionistische Außenpolitik Japans auf dem ostasiatischen Kontinent forderte, für einen frühen Krieg mit dem Russischen Reich eintrat, um das Zarenreich aus der Mandschurei und Ostasien zu vertreiben. Die Kokuryūkai und Uchida selbst legten eine rege Publikationstätigkeit an den Tag. Bereits 1901 publizierte Uchida die Schrift "Über den Verfall Russlands" (Roshia Bōkokuron), in der er die Notwendigkeit eines Krieges mit Russland darlegte. Die Publikation wurde jedoch unmittelbar nach ihrem Erscheinen von der japanischen Regierung verboten, so dass der Autor lediglich eine revidierte Version mit dem Titel „Über Russland“ (Roshia Ron) veröffentlichen konnte. Gleichzeitig trieb Uchida die Gründung einer Japanisch-Russisches Gesellschaft (Nichi-Ro Kyōkai) voran, worin er von Itō Hirobumi unterstützt wurde. Die Gesellschaft sollte der Wiederaufnahme japanisch-russischer Beziehungen nach einem Sieg Japans in dem von Uchida und der Kokuryūkai propagierten Krieg dienen. 1903 trat Uchida der von Konoe Atsumaro ins Leben gerufenen "Anti-Russischen Gesellschaft" (Tairo Dōshikai) bei, welche in der Öffentlichkeit und bei der Regierung ebenfalls einen Krieg mit Russland eintrat. 

### Annexion Koreas
Nach dem japanischen Sieg im Russisch-Japanischen Krieg, agitierte er gegen Friedensvertrag von Portsmouth und nach der Errichtung des japanischen Protektorats über Korea setzte Uchida sich für die vollständige Annexion Koreas durch Japan ein. Zu diesem Zweck begab er sich auf die Koreanische Halbinsel, wo er kurzzeitig in den Diensten des japanischen Generalresidenten in Korea, Itō Hirobumi, stand und seinerseits die japanfreundliche Iljinhoe unter I Wan-yong beriet und unterstützte.

### Uchida Ryōhei und China

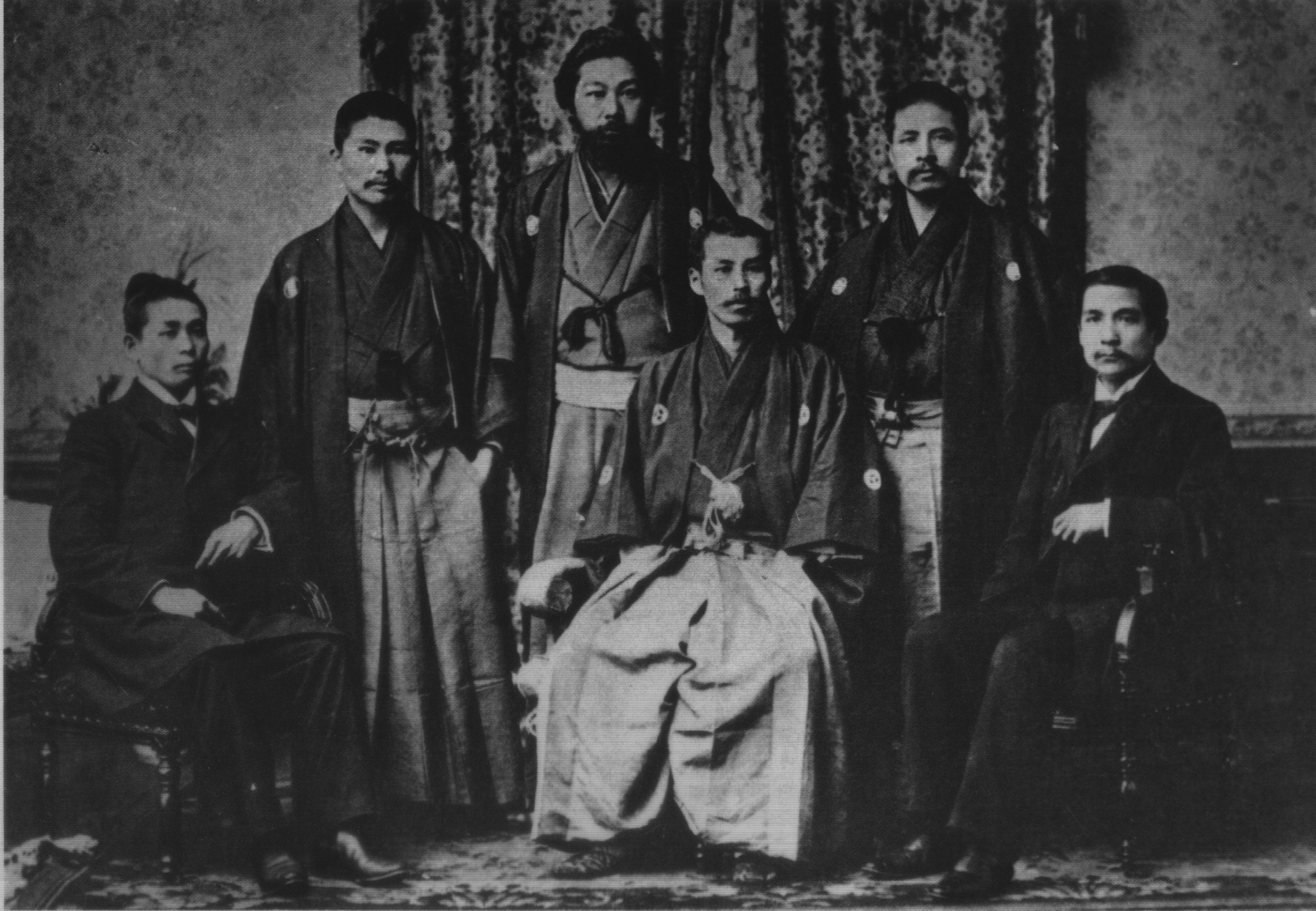
Sun Yat-Sen (ganz rechts) und japanische Unterstützer in Tokio 1900. Uchida Ryōhei ist der Zweite von links

Während der chinesischen Xinhai-Revolution im Jahre 1911 agierte Uchida erneut hinter den Kulissen und unterstützte den Revolutionsführer Sun Yat-Sen, indem er über seine Beziehungen zum Militär Druck auf japanische Firmen ausüben ließ, welche Waffen an die Regierung in Peking verkauften. Zudem veröffentlichte er ein Büchlein über die "Neuordnung Chinas" (Shina Kaizōron), in dem er die Mandschu dazu aufforderte, China den Revolutionären zu übergeben und in die Mandschurei zurückzukehren, was auf eine Teilung Chinas hinausgelaufen wäre. Wenig später machte Uchida seinen Einfluss erneut geltend, als er Premierminister Ōkuma im November 1914 das „Memorandum zur Lösung der Chinafrage“ (Taishi Mondai Kaiketsu Iken) vorlegte, auf dem die Einundzwanzig Forderungen an China vom Januar 1915 zu großen Teilen basierten. So forderte Uchida vor dem Hintergrund des Ausbruchs des Ersten Weltkriegs in Europa den Ausbau der japanischen Stellung auf dem chinesischen Festland sowie die Absetzung des seiner Ansicht nach unzuverlässigen und unbeliebten Yuan Shikai. Er plädierte aber auch für ein Bündnis mit China und warnte vor unvermeidlichen Aufständen in China. Letztendlich konnte er sich aber weder mit den Forderungen nach dem Regierungswechsel noch nach der Allianz mit China durchsetzen. Die japanische Seite konnte mit ihren Forderungen lediglich einige geringe Konzessionen seitens China erreichen, löste aber gleichzeitig eine Welle des antijapanischen Nationalismus aus, welcher in der Bewegung des vierten Mai kulminierte.

### Die zwanziger und dreißiger Jahre
Während der 1920er und 1930er Jahre richtete Uchida Ryōhei seine Aufmerksamkeit auf die Bekämpfung liberaler und internationalistischer Strömungen in der japanischen Innenpolitik. So wurde Uchida 1925 im Zusammenhang mit dem fehlgeschlagenen Attentat auf Premierminister Katō Takaaki vorübergehend verhaftet. Während der Wirtschaftskrise der dreißiger Jahre war Uchida eine führende Figur der Dainippon Seisantō, einer einflussreichen faschistischen Gruppierung, die die Herrschaft des Militärs propagierte.